# Warwick Castle
Warwick Castle er et middelalderslot, der er videreudviklet af den borg, som Wilhelm Erobreren byggede i 1068. Warwick er det administrative centrum for Warwickshire i England og ligger, hvor floden Avon slår en bugt.
Den oprindelige motte-baileyfæstning blev bygget i sten i 1100-tallet. Under hundredeårskrigen blev forsvarsværkerne modsat byen forstærket. Det resulterede i et af de lettest genkendelige eksempler på 1300-tallets militære arkitektur. Slottet blev brugt som fæstning til begyndelsen af 1600-tallet, hvor Jakob 1. gav det til sir Fulke Greville. Sir Fulke Greville omdannede det til et landsted (country house). Greville, som blev jarler af Warwick i 1759 og hans arvinger ejede det til 1978, hvor det blev købt af Tussauds Group. Slottet er en stor turistattraktion og har bl.a. en blide, som er bygget af Middelaldercentret i Danmark, og som har været verdens største blide.

## Historie

### Tidlig historie
Allerede i 914 blev der på stedet bygget en angelsaksisk burh, der er en mindre befæstning. Den blev opført af Ethelfleda, Alfred den Stores datter. Den var en af de ti fæstninger, der blev bygget for at forsvare Mercia mod de invaderende danere. Dens position gjorde det muligt at kontrollere Fosse Way, floddalen og mulighed for at krydse floden Avon. Selv om motten i den sydvestlige del af den nuværende borg bliver kaldt "Ethelfleda's Mound" er det en del af den senere normannisk befæstning og ikke af angelsaksisk oprindelse.

### Middelalderen
Efter den Normanniske erobring af England byggede Wilhelm Erobreren en motte-bailey-borg i Warwick i 1068 for at kontrollere English Midlands, mens han ilede nordpå. Fire bygninger blev revet ned for at gøre plads til borgen. En motte-bailey består af en høj oftest af et keep eller et tårn, og en Bailey, der er en lukket gårdsplads. Wilhelm udnævnte Henry de Beaumont, der var fra en magtfuld normannisk familie, til konstabel over borgen. I 1088 blev han den første jarl af Warwick. Han grundlagde Church of All Saints inden for borgens mure i 1119. Biskoppen af Worcester fjernede kirken 1127-1128, da han mente, at en borg var et upassende sted for en kirke.
I 1153 blev Roger de Beaumont, 2. jarl af Warwicks kone narret til at tro, at hendes mand var død, og hun overgav slottet til en invasionshær ledet af Henrik af Anjou, der senere blev Henrik 2. af England. Ifølge teksten Gesta Stephani fra 1100-tallet døde Roger de Beaumont, da han hørte, at hans kone havde overgivet slottet. Henrik gav det senere tilbage til jarlen af Warwick, der havde støttet hans mor Matilda af England under anarkiet under kong Stefan fra 1135-1154.
Under Henrik 2.'s regering (1154-1189) blev motte-baileyanlægget erstattet med et slot af sten. Den nye fase af borgen blev opført som en skalkonstruktion med alle de nye bygninger med ryggen mod en ringmur omkring borgen. Under oprøret 1173–74 forblev jarlen af Warwick loyal over for Henrik 2., og slottet blev brugt til forsyninger. Slottet og de landområder, der er forbundet med jarldømmet, gik i arv i Beaumont-familien til 1242. Da Thomas de Beaumont, 6. jarl af Warwick døde, overgik slottet og landet omkring til hans søster, Lady Margery, grevinde af Warwick. Hendes mand døde kort efter, og mens hun ledte efter en passende ægtemand, ejede kong Henrik 3. slottet. Da hun blev gift med John du Plessis i december 1242, gik slottet tilbage til hende. Under den Anden Baronkrig (1264-1267) støttede William Maudit, 8. jarl af Warwick kong Henrik 3. Slottet blev erobret i et overraskelsesangreb af Simon de Montfort, 6. jarl af Leicesters styrker fra Kenilworth Castle i 1264. Slottets nordøstlige mure blev ødelagt, så det var ubrugeligt for kongen. Maudit og hans grevinde blev ført til Kenilworth Castle og holdt fanget, til der blev betalt løsepenge. Efter William Mauduits død i 1267 gik hans titel og slottet til hans nevø William de Beauchamp, 9. jarl af Warwick. Efter Williams død gik Warwick Castle i arv gennem syv generationer af Beauchamp-familien, som i løbet af de næste 180 år var ansvarlig for de fleste af de tilføjelser, der blev foretaget på slottet. I 1312 blev Piers Gaveston, 1. jarl af Cornwall, fanget af Guy de Beauchamp, 10. jarl af Warwick, og fængslet på Warwick Castle, til han henrettedes den 9. Juni 1312. En gruppe magnater, ledet af jarlen af Warwick og Thomas, 2. jarl af Lancaster, beskyldte Gaveston for at stjæle fra det kongelige skattekammer.
Under Thomas de Beauchamp, 11. jarl blev slottets forsvarsværker væsentligt forbedret i 1330-1360 på nordøstsiden ved opførelsen af en portbygning, en barbikan (en form for befæstet port) og to tårne på siden af den rekonstruerede mur: Caesar's Tower og Guy's Tower. Watergate Tower stammer også fra denne periode.
Caesar's Tower og Guy's Tower er bygget til beboelse og kan have franske forbilleder (som Bricquebec). Begge tårne har hvælvede stenlofter på hver etage. Caesar's Tower har et unikt dobbelt brystværn og havde også en fangekælder. Ifølge lokale legender, der mindst går tilbage til 1644, er det også kendt som Poitier's Tower, enten fordi fanger fra slaget ved Poitiers i 1356 var fængslet her, eller fordi løsepenge tjent ved slaget har betalt for det.
Facaden mod floden var et symbol på magt og rigdom for Beauchamp-jarlerne og var af mindre forsvarsmæssig værdi. Det følger en tendens i 1300-tallet, om at slotte snarere er en udstilling af magt end til militært brug.

### 14- og 1500-tallet
Linjen af Beauchamp-jarler sluttede i 1449, da Anne de Beauchamp, 15. Countess of Warwick døde. Richard Neville blev næste jarl af Warwick via sin kone, der arvede titlen. I løbet af sommeren 1469 gjorde Neville oprør mod kong Edvard 4. af England og fængslede ham på Warwick Castle. Neville forsøgte at regere landet i kongens navn, men protester fra kongens tilhængere tvang jarlen til at frigive kongen. Neville blev dræbt i Slaget ved Barnet i 1471, hvor han kæmpede mod kong Edvard 4. under Rosekrigene. Warwick Castle gik videre fra Neville til hans svigersøn George Plantagenet. George Plantagenet blev henrettet i 1478, og hans jord blev videregivet til Edward Plantagenet, 17. jarl af Warwick. Men da Edward Plantagenet kun var to år gammel, da hans far døde, blev hans jordbesiddelser taget i varetægt af Kronen. Plantagenet havde et krav på tronen og blev først fængslet af Edvard 4., så af Richard 3. og til sidst af Henrik 7.. Han blev holdt fanget i Tower of London til han blev henrettet for højforræderi af Henrik 7. i 1499. Han var den sidste af den første rækker af jarler af Warwick.
I begyndelsen af 1480'erne påbegyndte kong Richard 3. opførelsen af to kanontårne: Bear Tower og Clarence Tower, som ikke var færdige ved hans død i 1485. Tårnene havde egen brønd og ovne og var befæstninger uafhængige af resten af slottet, muligvis i tilfælde af mytteri i garnisonen. Med brugen af krudt blev posten som Keeper of the Artillery oprettet i 1486.
Mens Warwick Castle var i Kronens varetægt, gennemgik slottet flere reparationer og renoveringer, hvortil der blev brugt omkring 500 læs sten. Slottet og de tilhørende jorder var underlagt kronen fra 1478 til 1547, hvorefter det blev overdraget til John Dudley, hvormed titlen som jarl af Warwick blev genoprettet. Ved overdragelsen bemærkede Dudley, at slottet var forfaldent og ikke en hertug værdig.
Warwick Castle var forfaldent både som følge af alder og manglende vedligeholdelse. På trods af Dudleys bemærkning påbegyndte han ingen reparationer af slottet. I 1566 besøgte Elizabeth 1. slottet på en adventus regis og igen i 1572 i fire nætter. En træbygning blev opført, som hun kunne bo i under sit besøg, og Ambrose Dudley, 3. jarl af Warwick lod hende bruge slottet under sine besøg. Da Ambrose Dudley døde i 1590, uddøde titlen som jarl af Warwick for anden gang. En undersøgelse fra 1590 noterede, at slottet stadig var i forfald, og at blytagene fra flere af slottets bygninger og kapellet var stjålet. I 1601 bemærkede sir Fulke Greville at "den lille stenbygning er i kraftigt forfald... så snart vil der ikke være andet tilbage end navnet Warwick".

### 1600-tallet
Sir Fulke Greville modtog slottet af Jakob 1. i 1604.
I 1600-tallet blev jorden omkring slottet omdannet til have. Slottets forsvar blev forbedret i 1640'erne for at forberede det til den Engelske borgerkrig. Robert Greville, 2. Baron Brooke var rundhovede, og royalisterne belejrede slottet. Warwick Castle modstod belejringen og blev senere brugt til rundhovedernes fanger.
Ombygningen af slottet foregik i 1400- og 1500-tallet, da slotte og borge gik af brug. Mange blev enten forladt eller ombygget til komfortable boliger i 1600-tallet.
I begyndelsen af 1600-tallet blev Robert Smythson bestilt til at tegne en oversigt over slottet, inden der blev foretaget ændringer. Slottet blev ombygget til en mere komfortabel bolig af sir Fulke Greville, efter han havde fået det overdraget. Under reparationerne af slottet var det perifert involveret i Krudtsammensværgelsen i 1605. De involverede ventede på nyheden om deres komplot i Dunchurch i Warwickshire. Da de hørte, at sammensværgelsen var mislykket, stjal de heste fra Warwick Castle til flugten. Da titlen jarl af Warwick blev oprettet for tredje gang i 1618 var Greville-familien stadig i besiddelse af Warwick Castle. Fulke Greville brugte mere end £20.000 (svarende til £3 millioner i 2013) på at renovere slottet. Den 1. september 1628 blev Fulke Greville myrdet i Holborn af sin hushovmester, Ralph Haywood, der dolkede ham i ryggen, da han fandt ud af, at han var udeladt i Grevilles testamente. Greville døde af sine sår få dage efter.
Under Robert Greville, 2. Baron Brooke blev Warwick Castles forsvarsværker forbedret fra januar til maj 1642 for at forberede sig mod angreb under første engelske borgerkrig. Murene omkring haven blev rejst, barrikader af bjælker og jord blev opført til artilleriet og der blev anskaffet krudt og hjul til to kanoner. Robert Greville var en del af rundhovederne og 7. august 1642 belejrede kavalererne slottet. Greville var ikke på slottet, og garnisonen var under kommando af sir Edward Peyto. Spencer Compton, 2. jarl af Northampton, Lord Lieutenant af Warwickshire, var befalingsmand for kavalererne.
Herolden William Dugdale opfordrede garnisonens kommandant til at overgive slottet, men han blev afvist. Herefter åbnede kavalererne ild mod slottet, dog med ringe effekt.
Belejringen ophørte d. 23. august 1642, da garnisonen blev undsat af Robert Devereux, 3. jarl af Essex, og kavalererne blev tvunget til at trække sig tilbage til Worcester. Efter slaget ved Edgehill, der var det første slag i den engelske borgerkrig, blev fangerne sat i Caesar's Tower og Guy's Tower. Under den anden engelske borgerkrig var der igen fanger på slottet, heriblandt dem fra slaget ved Worcester i 1651. En garnison blev opretholdt på slottet, komplet med artilleri og forsyninger fra 1643 til 1660. På sit højeste indbefattede garnisonen 302 soldater.
I 1660 beordrede statsrådet slottet til at opløse garnisonen og overdrage slottet til Francis Greville, 4. Baron Brooke. Boligforholdene på slottet blev anset som forældede og i dårlig stand. Under Roger og William Hurlbutt, der var tømrermestre på Warwick, blev en omfattende modernisering af interiører gennemført fra 1669 til 1678. For at sikre, at projektet levede op til moderne standarder og den nyeste mode, blev William sendt til Dorset for at tage omhyggelige notater af det nyligt færdiggjorte interiør på Kingston Lacy, der var tegnet af sir Roger Pratt. Den 4. november 1695 var slottet klar til at modtage kong Vilhelm 3..
Francis Greville, 8. Baron Brooke foretog igen forbedringer og fornyelser af slottet og grunden omkring det. Den 7. Baron Brooke blev jarl af Warwick i 1759. Det var fjerde gang, titlen blev oprettet. Med genoprettelsen af titlen var slottet atter tilbage på jarlen af Warwicks hænder. Daniel Garretts arbejde på Warwick er dokumenteret i 1748, og Howard Colvin tilskriver Garrett det gotiske interiør i kapellet. Lancelot "Capability" Brown, der stadig var gartner i Stowe og endnu ikke havde fået ry som den vigtigste arkitekt af engelske landskabshaver, blev indkaldt af lord Brooke for at give Warwick Castle en mere "naturlig" sammenhæng med floden. Brown forenklede den lange smalle strækning ved at lade den indgå i en plæne, der gik helt ned til flodbredden, og ved at plante naturligt hjemmehørende træer for hver ende af plænen.
Greville bestilte den italienske maler Antonio Canaletto til at male Warwick Castle i 1747, mens slottets grund og haver blev renoveret af Brown. Der kendes fem malerier og tre tegninger af slottet af Canaletto. Det gør det til kunstnerens oftest fremstillede bygning i Storbritannien. Brown blev også bestilt til at genopbygge den udvendige indgang og trappen til storsalen. Brown bidrog også med gotisk design til en træbro over Avon fra 1758. Han arbejdede stadig på Warwick Castle i 1760. Timothy Lightoler var ansvarlig for våbenhusets udvidelse. De ekstra værelser, der støder op til det, blev tilføjet i 1763-1769. Samtidigt udstyrede William Lindley slottet med en ny spisestue og andre rum. I 1786-1788 blev en lokal håndværker William Eboral bestilt til at bygge det nye væksthus, hvis primære udsmykning var Warwick Vasen, der var indkøbt i Rom kort tid inden.
I 1802 havde George Greville, 2. jarl af Warwick efter genoprettelsen af titlen, en gæld på £ 115.000 (svarende til £ 9.000.000 i 2013). Jarlens besiddelser, herunder Warwick Castle, blev givet til Jarlen af Galloway og John Fitzpatrick, 2. jarl af Upper Ossory i 1806, men slottet kom tilbage til jarlen af Warwick i 1813. Storsalen fik nyt tag i gotisk stil i 1830-1831 af Ambrose Poynter. Anthony Salvin var ansvarlig for at restaurere Watergate Tower i 1861-1863. Slottet blev raseret af en brand i 1871, der startede øst for storsalen, og ødelagde store dele af slottet. Selv om paradesalen blev totalt ødelagt, forblev den overordnede struktur uændret. Restaurering og reparation blev udført af Salvin fra 1872 til 1875 og blev støttet af donationer fra offentligheden, der rejste i alt £ 9651 (svarende til omkring £ 770.000 i 2013).

## Indførsel af turisme
Enkeltpersoner har besøgt slottet siden slutningen af 1600-tallet, og antallet voksede betydeligt i løbet af 1800-tallet. I 1858 besøgte dronning Victoria den 4. jarl af Warwick hvilket affødte en del festlige begivenheder i lokalområdet. I 1885 var antallet af besøgende tilsyneladende så stort, at jarlen lukkede slottet for besøgende, hvilket forårsagede en del bestyrtelse i byen. Af en lokal rapport fremgår det, at "Otte amerikanske besøgende, der opholdt sig på et af de vigtigste hoteller, forlod stedet noget skyndsomt en dag i sidste uge som følge af, at de var ude af stand til at få adgang til slottet". Det genåbnede snart efter, og i år 1900 var der både et billetkontor og en fastansat guide. I 1936 var Arthur Mee ikke bare begejstret over at "disse mure har set noget af pragten ved hver eneste generation af vores historie" men også over at "deres værelser er åbne for alle, der vil". Samlingen af våben udstillet på Warwick Castle er kun overgået af samlingen på Tower of London. Samlingen af rustninger og våben, som er udstillet på Warwick Castle, betragtes som en af de fineste i landet og kun overgået af den i Tower of London.
Gennem 1900-tallet udvidede de skiftende jarler turismen til i 1978, hvor slottet, efter at have været i Greville-familiens eje i 374 år, blev solgt til medie- og underholdningsvirksomheden Tussauds Group, der åbnede stedet som en turistattraktion. Tussauds udførte omfattende restaurering af slottet og de omkringliggende parker og grønne områder. I 2001 blev Warwick Castle kåret som en af Storbritanniens "Top 10 historiske huse og monumenter" af British Tourist Authority; Listen omfattede Tower of London, Stonehenge, og Edinburgh Castle. Warwick Castle blev udvalgt som Storbritanniens bedste borg i Good Britain Guide 2003. Omkring dette tidspunkt havde slottet over en halv million besøgende om året.

### Kulturarvsbeskyttelse
Slottet er et fredet fortidsminde og er derved beskyttet imod uautoriserede ændringer i anerkendelse af slottets status som et "nationalt vigtigt" arkæologisk område. Det er ligeledes en listed building af 1. grad sammen med de omkringliggende mure, stalde, møller og hytter.
I maj 2007 blev Tussauds købt af Merlin Entertainments, der fortsat driver slottet på lejekontrakt efter at have solgt ejendomsretten til Nick Leslaus Prestbury Group den 17. juli 2007.
Den 23. juni 2006 blev en glasmosaik til £ 20.000 ødelagt af nogle teenagere, og et ceremonielt sværd blev stjålet. Sværdet blev fundet kort efter.

### Bliden på Warwick
I juli 2005 blev Warwick Castle hjemsted for verdens største fungerende belejringsmaskine. Bliden på Warwick Castle er 18 meter høj og er fremstillet af mere end 300 stykker egetræ og vejer 22 tons. Den blev bygget efter tegninger af og med ekspertise fra Middelaldercentret ved Nykøbing Falster og blev fremstillet i Wiltshire. Frem til 2011 var dette verdens største blide, indtil Middelaldercentret ved en reparation af deres lignende våben gav den en længere kastearm.
Maskinen står på flodbredden neden for slottet. Det tager otte mand en halv time at lade og afskyde bliden. Processen kræver fire mænd, der går i 4 meter høje hjul til at løfte kontravægten, der vejer 6 ton. Den er beregnet til at slynge projektiler helt op til 300 meter og så højt som 25 meter, og kan kaste projektiler, som vejer op til 150 kg.
Den 21. august 2006 vandt bliden titlen som den kraftigste blide i verden ved at kaste en sten på lidt over 13 kg 249 meter og slog derved den tidligere rekord på 228 meter i Holland.
Den 10. april 2015 begyndte et stråtækt bådeskur at brænde, kort efter at en brændende kugle blev affyret. Det blev hurtigt rapporteret, at en gnist fra kuglen havde startet branden, selv om slottets talskvinde udtalte, at årsagen til branden stadig var under efterforskning. Hundredvis af turister blev evakuret fra slottet, men talskvinden sagde, at de ikke var i fare. The Daily Telegraph beskrev bådhuset som "historisk", "middelalderligt" og at det stammede fra 1896, da Francis Greville, 5. Jarl havde opført det til en elektrisk båd.
Bliden blev pillet ned i 2020 af sikkerhedshensyn. Den blev erstattet af en lignende blide i 2023.

### Andre attraktioner
Andre turistattraktioner er "Flight of the Eagles" (et rovfugleshow med hvidhovedet havørne, gribbe og havørne), demonstration af bueskydning, ridderturnering, "The Trebuchet Show" og "The Sword In The Stone Show". Slottet er også hjemsted for "The Castle Dungeon", en live-skuespilsoplevelse i stil med den, man finder i London Dungeon. Warwick Castle er hjemsted for mange spøgelseshistorier. Eksempelvis siges det, at Fulke Greville hjemsøger Watergate Tower på trods af, at han blev myrdet i Holborn. Slottets ry for at være hjemsøgt bruges som en turistattraktion med arrangementer såsom "Warwick Ghosts Alive", et live-action show, hvor historien om mordet på Fulke Greville fortælles. Der afholdes også musikarrangementer på slottet, hvilket har inkluderet carol og messingblæsererorkestret Royal Spa Brass.

## Beliggenhed
Det nuværende slot, bygget i sten under Henrik 2.', ligger på samme sted som en tidligere normannisk motte-baileyfæstning. Et keep stod tidligere på motten, som ligger i den sydvestlige ende af området, selv om det meste nu dateres til efter middelalderen. I 1600-tallet blev motten anlagt med endnu en sti. Baileyen blev inkorporeret i den nye fæstning og omgivet af en ringmur i sten.
Da Warwick Castle blev genopbygget under Henrik 2. fik den et nyt placering med bygninger op langs ringmurene. Borgen er omgivet af en tør voldgrav på norsiden, hvor der ikke er beskyttelse fra floden eller den gamle motte; omkredsen af murene er 130 m og 82 m i diameter. Det to indgange til slottet er i nord- og vestmuren. Der var oprindeligt en vindebro over voldgraven mod nordøst. I midten af nordvestmuren findes en port med Clarence og Bear Tower på hver sin side; de er en tilføjelse fra 1400-tallet. Beboelsesejendommene ligger i en linje langs den østlige side af slottet, og floden Avon ligger overfor. Af bygningerne er den store sal, biblioteket, soveværelser og kapellet.